# Avocat Village
Avocat Village es una villa de Trinidad y Tobago, que forma parte de la región de Siparia.

## Geografía
La villa abarca parte de la isla Trinidad y limita al norte con St. Mary's Village y St. John, al sur con Fyzabad, al este con San Francique y Thick Village y al oeste con Harris Village y Pepper Village.

## Demografía
Datos demográficos de la villa de Avocat Village:
| Gráfica de evolución demográfica de Avocat Village entre 2000 y 2011 |
|                                                                      |